# Andrew J. Feustel
Andrew Jay „Drew“ Feustel (* 25. srpna 1965, Lancaster, Pensylvánie, USA) je americký geofyzik a od roku 2000 astronaut NASA, 494. člověk ve vesmíru. Jeho první misí byla STS-125, spuštěná 11. května 2009, druhou STS-134, která byla spuštěna 16. května 2011, třetí Expedice 55 spuštěná 27. února 2018, čtvrtá Expedice 56 spuštěná během dubna 2018. Na palubu lodi si několikrát vzal figurku českého pohádkového krtečka a Nerudovu básnickou sbírku Písně kosmické.

## Život a studium
Narodil se v Lancasteru v Pensylvánii, vyrůstal ale v Lake Orion ve státě Michigan, kde maturoval na Lake Orion High School a později získal titul diplomovaného specialisty na vyšší odborné škole Oakland Community College. Poté přešel na Purdue University, kde v roce 1989 získal bakalářský titul z oboru Solid Earth Sciences a o dva roky později doktorát věd v geofyzice. Geologii se věnoval i nadále, když se krátce nato přestěhoval do kanadského Ontaria, kde navštěvoval Queens University a v roce 1995 získal titul Ph.D. v geologických vědách.

## Jako geofyzik
- seismolog pro Engineering Seismology Group v Kingstonu (Ontario)
- pro ExxonMobil Exploration Company (1997–2000)

## Jako astronaut
V roce 2000 byl vybrán jako kandidát do výcviku astronautů pro NASA. V srpnu 2002 začal dvouletý tréninkový program, který dokončil jako letový specialista. Do mise STS-125 byl přidělen již v roce 2006, a v polovině května 2009 ji spolu s ostatními zahájil. Cílem mise byla oprava Hubbleova vesmírného teleskopu, která byla úspěšně dokončena. Během mise Feustel provedl tři výstupy do vesmírného prostoru.
V roce 2018 byl členem Expedice 55/56 na ISS.
Za svojí kariéru jako astronaut uskutečnil celkem 9 výstupů do volného prostoru o celkové době 61 hodin.
Před koncem kariéry v NASA dočasně působil v roli vedoucího kanceláře astronautů, která se stará o záležitosti astronautů. Agentura pak počátkem léta 2023 oznámila, že Feustel z oddílu astronautů i z NASA odchází k 31. červenci.

## Feustel a Česko

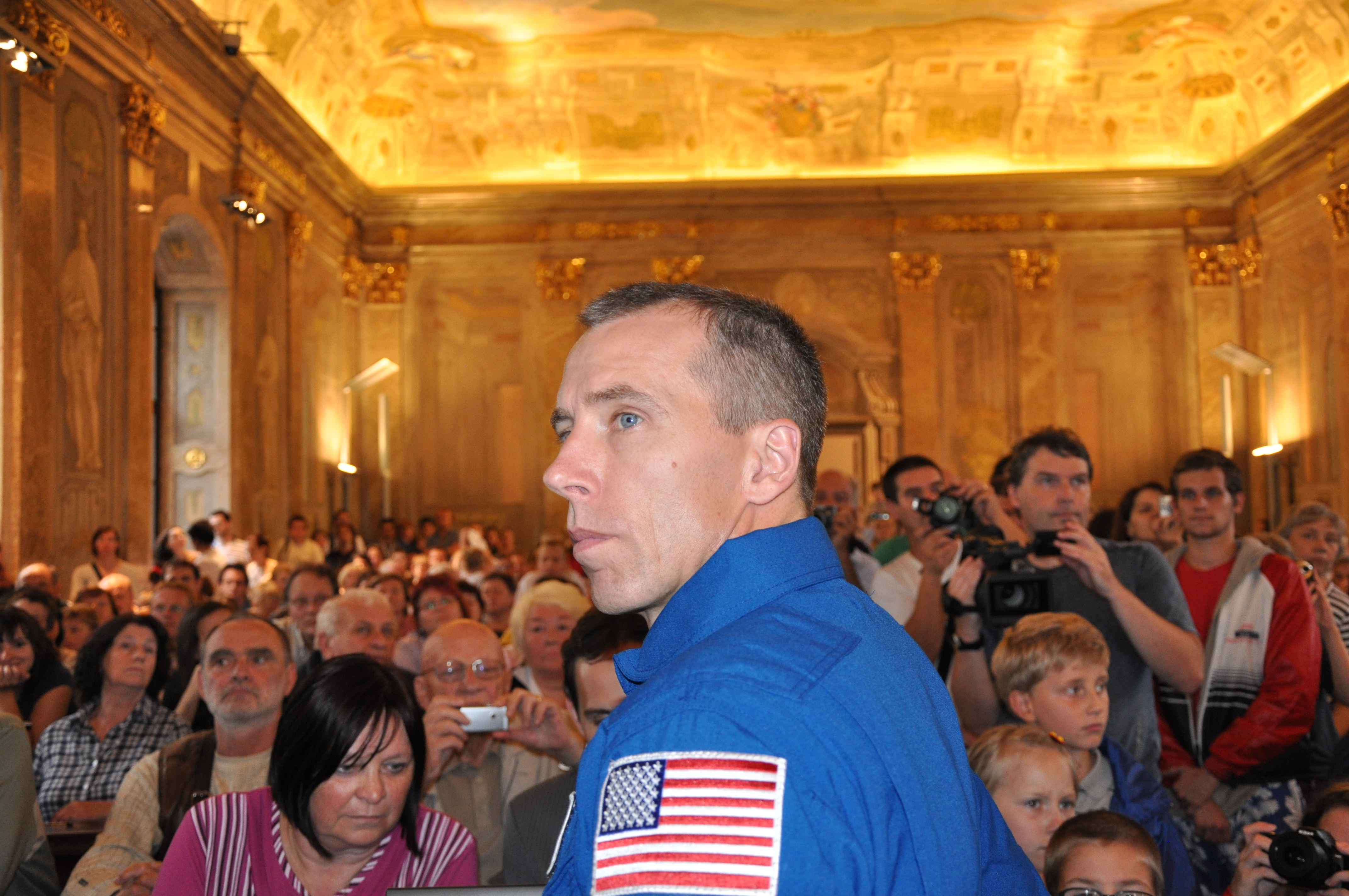
Andrew Feustel v České republice (Brno, 8. srpna 2011)

Feustel si s sebou na první misi vzal Nerudovy Písně kosmické a českou vlajku, protože jeho manželka má po své mamince ze Znojma moravské předky. 31. července 2009 astronaut se svojí rodinou navštívil Českou republiku. Feustelovi navštívili příbuzné, Andrew Feustel poté absolvoval několik přednášek (mimo jiné např. na Západočeské univerzitě v Plzni) a slavnostně došlo k předání Písní kosmických, které měl ve vesmíru. Ty budou nadále vystaveny v muzeu v Ondřejově.
Na svou druhou misi 19. dubna 2011 letěl do vesmíru s postavou Krtečka, známou z pohádek. Dne 29. července 2011 přiletěl Andrew Feustel podruhé a přivezl zpět plyšového Krtečka do České republiky. Během deseti dnů proběhly autogramiády a besedy s veřejností v Akademii věd ČR, kde si návštěvníci mohli prohlédnout vítězné práce výtvarné soutěže „Do vesmíru s Krtkem“, v Regionálním muzeu Český Krumlov, nebo ve Hvězdárně a planetáriu v Českých Budějovicích. Mezi další zastávky patřil Dům hudby v Pardubicích, Zlín, Valašské Meziříčí a Brno. Feustel byl také hostem pořadu HydePark na ČT24. Na závěr svého pobytu navštívil Andrew Feustel s rodinou prezidenta České republiky Václava Havla na Hrádečku u Trutnova. 
Zajímavostí jistě je, že Krtečka, tedy pohádkovou postavičku výtvarníka Zdeňka Milera, vyrobili v brněnské firmě Moravská ústředna, kterou astronaut osobně navštívil a měl možnost nahlédnout i do výroby. Krteček letěl po vzoru své kreslené předlohy "Krtek a raketa" v americkém raketoplánu Endeavour v rámci mise NASA STS-134. Krteček se musel vejít do boxu o délce dvacet cm, tak postavička tvaru maňáska byla vysoká devatenáct cm a byla vyrobena speciálně pro tento let z nehořlavých materiálů. Do tvorby plyšové hračky zasáhl i sám Feustel. Aby postavička ve stavu beztíže nepoletovala,  astronaut na Krtečka přišil suchý zip. Krteček se vrátil do Česka a je umístěn v Americkém centru v Praze, kde slouží jako propagátor vědy pro děti. Feustel si domů odvezl jeho věrnou kopii.

Pro Endeavour byla tato mise zároveň jubilejní s pořadovým číslem dvacet pět. Raketoplán tak celkem ve vesmíru strávil 299 dní a 4 671krát obletěl Zemi (téměř dvě stě milionů kilometrů). Po návratu byl přemístěn pomocí speciálního letounu do muzea v Los Angeles.

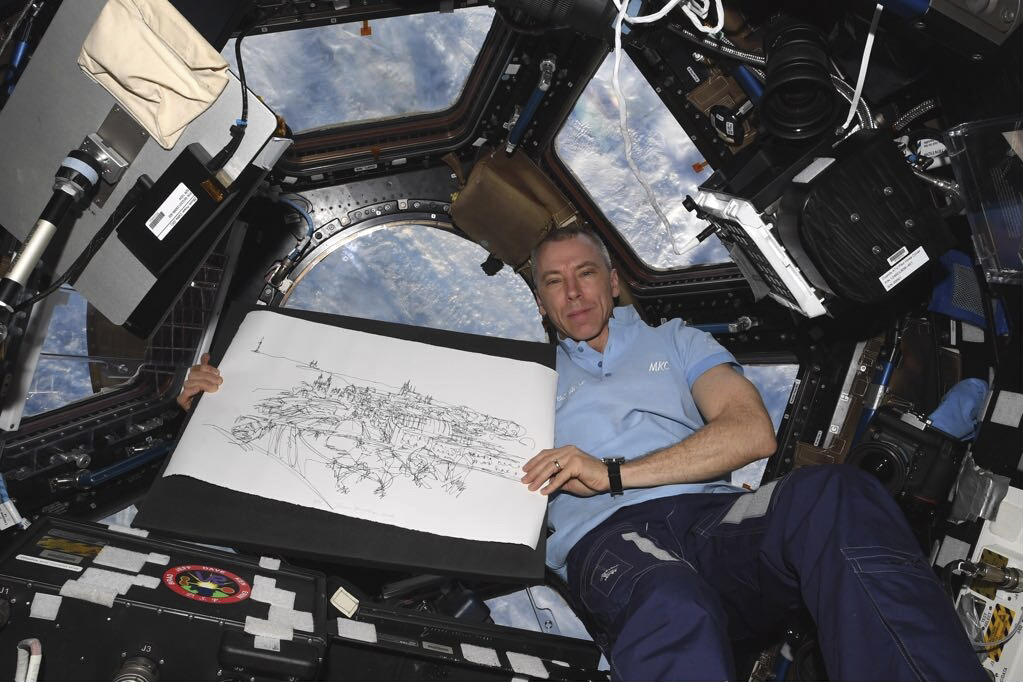
Andrew Feustel s grafikou Šimona Brejchy na ISS 2018

Na své třetí cestě vynesl astronaut do vesmíru kopii titulní stránky z časopisu Vedem, který byl vydáván chlapci za druhé světové války v židovském ghettu Terezín a kopii obrázku Měsíční krajina, kterou nakreslil zakladatel časopisu Vedem čtrnáctiletý Petr Ginz. Po dvou letech byl převezen v září roku 1944 do Auschwitzu, kde zemřel. 

Andrew Feustel u výrobce Krtka (foto: Jana Henychová)

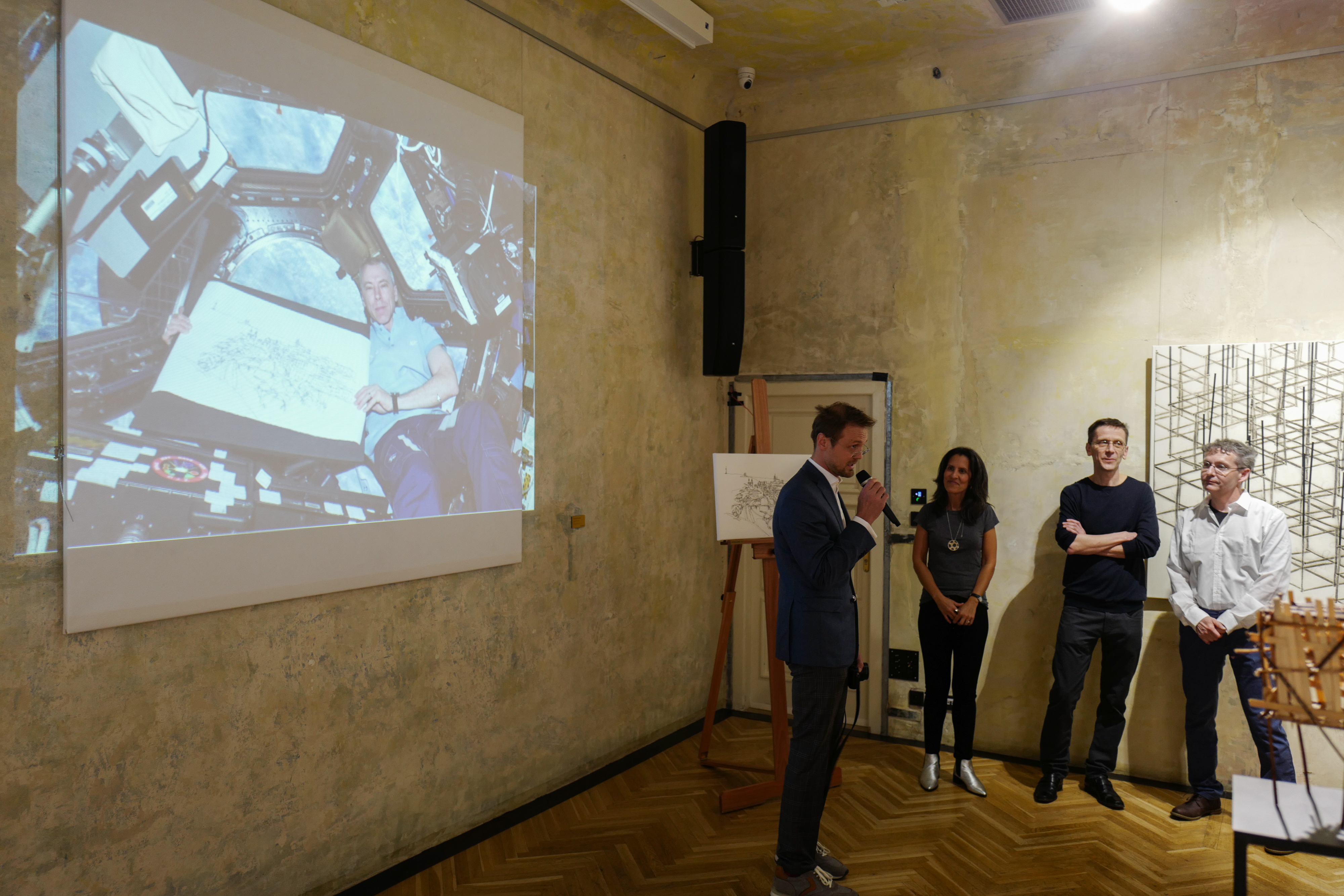
Galerista Tomáš Zapletal představuje za přítomnosti Indiry Bhatnagar grafický list Šimona Brejchy 17. dubna 2018.

Na základě iniciativy českého velvyslance v USA Hynka Kmoníčka a Feustelovy ženy Indiry Devi Bhatnagarové se dostala na ISS i kopie grafického listu Šimona Brejchy s názvem Pohled z Vítkova, který autor vytvořil jako poctu městu Praha.

## Osobní život
Andrew Feustel je ženatý s Indirou Devi Bhatnagarovou, s kterou má dvě děti – starší syn se jmenuje Ari, mladší Aden. Rodina A. Feustela má kořeny v Německu, rodina jeho ženy v Indii a v České republice.